# Rouvray, Côte-d'Or
 Rouvray  là một xã thuộc tỉnh Côte-d’Or trong vùng Bourgogne-Franche-Comté miền đông nước Pháp.